# مايك تايلور (لاعب كرة قدم أمريكية)
مايك تايلور (بالإنجليزية: Mike Taylor)‏ هو لاعب كرة قدم أمريكية أمريكي، ولد في 5 مايو 1945 في سان فرانسيسكو في الولايات المتحدة.

## وصلات خارجية
- مايك تايلور على موقع مرجع كرة القدم المحترفة.كوم (الإنجليزية)